# وید (میسیسیپی)
وید (به انگلیسی: Wade) مکانی در ایالت میسیسیپی کشور ایالات متحده آمریکا است که جمعیت آن در سرشماری سال ۲۰۱۰ میلادی، ۱٬۰۷۴
نفر بوده‌است.